# Claude Vernier
Claude Vernier (* 20. Juli 1913 in Rotthausen; † 29. September 1996 in Sens; gebürtig Karl Werner Fritz Prasuhn, möglicherweise Prashuhn) war ein deutsch-französischer Schauspieler.

## Leben
Nach Angaben in seiner 1983 erschienenen Autobiografie mit dem Titel Tendre exil. Souvenirs d’un réfugié antinazi en France („Zartes Exil: Erinnerungen eines antinationalsozialistischen Flüchtlings in Frankreich“) war der als Sohn eines deutsch-nationalistisch gesinnten Vaters, der im Ersten Weltkrieg als Soldat diente, 1913 im Ruhrgebiet geborene Werner Prasuhn zunächst im Stahlhelm engagiert, bevor er sich dem Sozialismus zuwandte. Nach einer Tätigkeit am Stadttheater Essen wanderte er 1936 nach Paris aus. Er wurde Schüler bei Charles Dullin, besuchte die Schauspielschule gemeinsam mit Madeleine Robinson, Jean Marais und Jacques Dufilho, und lernte Bertolt Brecht, Jean Renoir, Marcel Achard, Jacques Prévert und Robert Desnos kennen. Schon bald bekam er wegen seines ausländerrechtlichen Status Schwierigkeiten und wurde schließlich interniert. Schließlich verpflichtete er sich 1939 in der Fremdenlegion und wurde in Algerien eingesetzt. Nach der französischen Niederlage gegen Deutschland im Zweiten Weltkrieg und dem Waffenstillstand 1940 wurde er nicht an die Deutschen ausgeliefert. Er kehrte nach Metropolitan-Frankreich zurück, nach Cannes, wo er sich der Theatertruppe von Claude Dauphin anschloss. Dort nahm er die neue Identität Claude Vernier an. Um einer Ergreifung zu entgehen, zog er wieder nach Paris, wo Jean-Louis Barrault ihn zum Wandertheater Casadesus vermittelte. Die Befreiung Frankreichs erlebte er im Süden des Landes.

## Filmrollen
Vernier wurde nach seinem Filmdebüt 1949 in Jean-Pierre Melvilles Das Schweigen des Meeres immer wieder als Deutscher eingesetzt, so in Claude Autant-Laras Zwei Mann, ein Schwein und die Nacht von Paris (1956), im Eddie-Constantine-Spaß Viel Glück, Eddie (1962) oder in Michel Devilles General Fiaskone (1966). In Brennt Paris? spielte Claude Vernier 1966 einen deutschen Gefangenen und in Der Zeuge will er 1969 als Chauffeur Hermann die Mordzeugin Claude Jade ermorden – stirbt jedoch im Schusswechsel mit seinem Herrn Gérard Barray. Ein Jahr später wirkte er in Costa-Gavras’ Das Geständnis als „Bedrich“ mit. Costa-Gavras engagierte ihn auch für Sondertribunal (1975). In Tausend Milliarden Dollar spielte er 1982 den Doktor Kramer. Seine wichtigste Rolle war 1983 die des Klaus Barbie in Verfolgt und gejagt (1986), der Geschichte der Nazi-Jägerin Beate Klarsfeld, gespielt von Farrah Fawcett.

## Filmografie (Auswahl)
- 1949: Das Schweigen des Meeres (Le Silence de la mer)
- 1956: Zwei Mann, ein Schwein und die Nacht von Paris (La traversée de Paris)
- 1961: Der Präsident (Le président)
- 1962: Viel Glück, Eddie (Bonne chance, Charlie)
- 1964: Sechs Stunden Angst (Fernsehfilm)
- 1964: Die letzte Folge (Fernsehfilm)
- 1966: General Fiaskone (Martin Soldat)
- 1966: Brennt Paris? (Paris brûle-t-il?)
- 1967: Gewagtes Spiel (Fernsehserie, Folge Verstummte Trommel)
- 1968: Le Franciscain de Bourges
- 1969: Der Zeuge (Le Témoin)
- 1970: Das Geständnis (L’Aveu)
- 1970: Die Dame im Auto mit Brille und Gewehr (La Dame dans l'auto avec des lunettes et un fusil )
- 1975: Sondertribunal – Jeder kämpft für sich allein (Section spéciale)
- 1982: Tausend Milliarden Dollar (Mille milliards de dollars)
- 1984: Das Blut der Anderen (Le Sang des autres)
- 1986: Verfolgt und gejagt (Nazi Hunter: The Beate Klarsfeld Story, Fernsehfilm)

## Schriften
- Tendre exil. Souvenirs d’un réfugié antinazi en France. La Découverte-Maspero, Paris 1983 (französisch, 188 S., partielles Digitalisat auf Gallica – Autobiografie).